# Insolence (groupe)
Insolence est un groupe de rapcore et nu metal américain, originaire de San José, en Californie.

## Biographie
Le groupe est formé en 1995 à San José, en Californie. Le groupe publie son premier album studio, Within, en 1997. L'année suivante, 1998, assiste à la sortie de leur deuxième album, Universal. En 2000, Insolence sort l'album Poisonous Philosophy. En 2001 sort leur quatrième album, Revolution. À cette période, le groupe tourne avec Black Sheep, Hoobastank, Ill Niño, Soulfly, Corporate Avenger, Kokomouth Kings et Insane Clown Posse. Le single Poison Well est exposé dans plusieurs médias comme le film Little Nicky et le jeu vidéo Pro Snowboarder (PlayStation 2).
En 2007, le groupe présente une émission radio intitulée Audio War Radio sur la chaine japonaise InterFM, qui, à cette période, atteignait 37 millions d'auditeurs. Le groupe jouait et interviewait des groupes de rock et metal américains comme 311, Pepper, Papa Roach, Slightly Stoopid, Hed PE, et Skindred. En 2008, le groupe publie Beats, Not Bombs, dont les bénéfices sont reversés au Nagasaki Atomic Bomb Museum et au Nagasaki City Peace Promotion Office. Le groupe publiera également deux albums studio à des labels importants, Revolution chez Maverick Records et Stand Strong chez Warner Bros. Records.
En 2010, le groupe sort l'album Project Konflict.

## Membres

### Membres actuels
- Mech 1 - chant
- Mark Herman - chant
- Michael Rowan - guitare
- Clint Westwood - basse
- Ichy - platines, sample
- The Guch - batterie
- Jennifere gasnier

### Anciens membres
- Paul Perry - basse
- Da Hermit - platines, sample

## Discographie

### Albums studio
- 1997 : Within
- 1997 : Terrorists
- 1998 : Universal
- 2000 : Poisonous Philosophy
- 2001 : Revolution
- 2003 : Stand Strong
- 2008 : Audio War
- 2010 : Project Konflict

### EP
- 2003 : Insolence
- 2008 : Uprising
- 2009 : Beats Not Bombs
- 2017 : Product